# إنريكو كوستا (عالم فيزيائي)
إنريكو كوستا (من مواليد عام 1944 في ساساري، سردينيا) هو عالم فيزيائي إيطالي، معروف بدراسات عن انفجارات أشعة غاما (GRBs).